# Mayhem Festival
Mayhem Festival — фестиваль важкої рок-музики, який проходить в літній період в різних місцях по всіх Сполучених Штатах та у Квебеку, Канада, перший раз фестиваль відбувся у 2008 році, відтоді він став щорічною подією. З початку свого створення спонсором були Rockstar Energy Company. Засновниками є Кевін Ліман і Джон Різ.

## Гурти та стилі
Усі групи, які беруть участь у фестивалі, класифікуються як хардрок і більшість з них мають відношення до металу. Групи представляють широкий спектр піджанрів, зокрема треш-метал, дезкор, дез-метал, грув-метал, ню-метал, металкор, павер-метал, індастріал-метал, прогресивний метал, і багато інших піджанрів.